# Chalmers Motor Car Company
La Chalmers Motor Car Company è stata una casa automobilistica statunitense attiva dal 1908 al 1924. Il marchio, qualche anno prima della chiusura, venne acquistato da Walter Chrysler. Nel 1911 la Chalmers si posizionò all'ottavo posto assoluto tra i costruttori automobilistici statunitensi per numero di esemplari prodotti.

## Storia

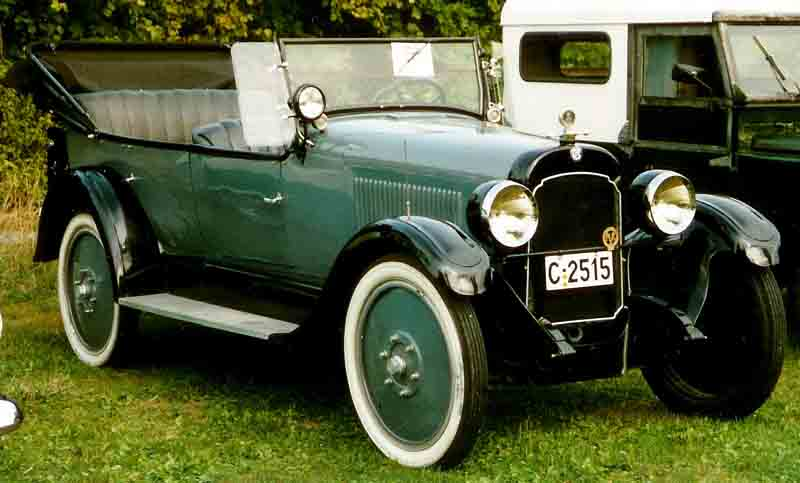
Una Chalmers Six Touring del 1922

La Chalmer fu fondata nel 1908 da Hugh Chalmers come Chalmers-Detroit. Nel 1911 il nome cambiò in Chalmers. La maggiore crescita della Chalmers fu registrata negli anni dieci. Il declino iniziò dopo la prima guerra mondiale a causa della crisi economica che caratterizzò gli anni postbellici. All'inizio degli anni venti, prima della fondazione dell'omonima casa automobilistica, fu acquisita da Walter Chrysler. Terminò le attività produttive nel 1924.
Con un passo relativamente lungo, le vetture Chalmers erano di grandi dimensioni e alquanto costose, perlomeno per l'epoca. La 30 versione turismo e la 30 versione roadster erano infatti in vendita a 1.500 dollari, quando i modelli Black costavano mediamente 375 dollari. Le Brush erano invece commercializzate a 485 dollari, mentre l'Oldsmobile Curved Dash a 650 dollari. La Chalmers 30 coupé era in vendita a quasi 2.400 dollari, mentre la 40 turismo e la 40 roadster a 2.750 dollari, mentre la 40 torpedo a 3.000 dollari.
La Chalmers prese parte a diverse competizioni automobilistiche. Un esemplare Chalmers vinse il Glidden Tour.

## Modelli prodotti

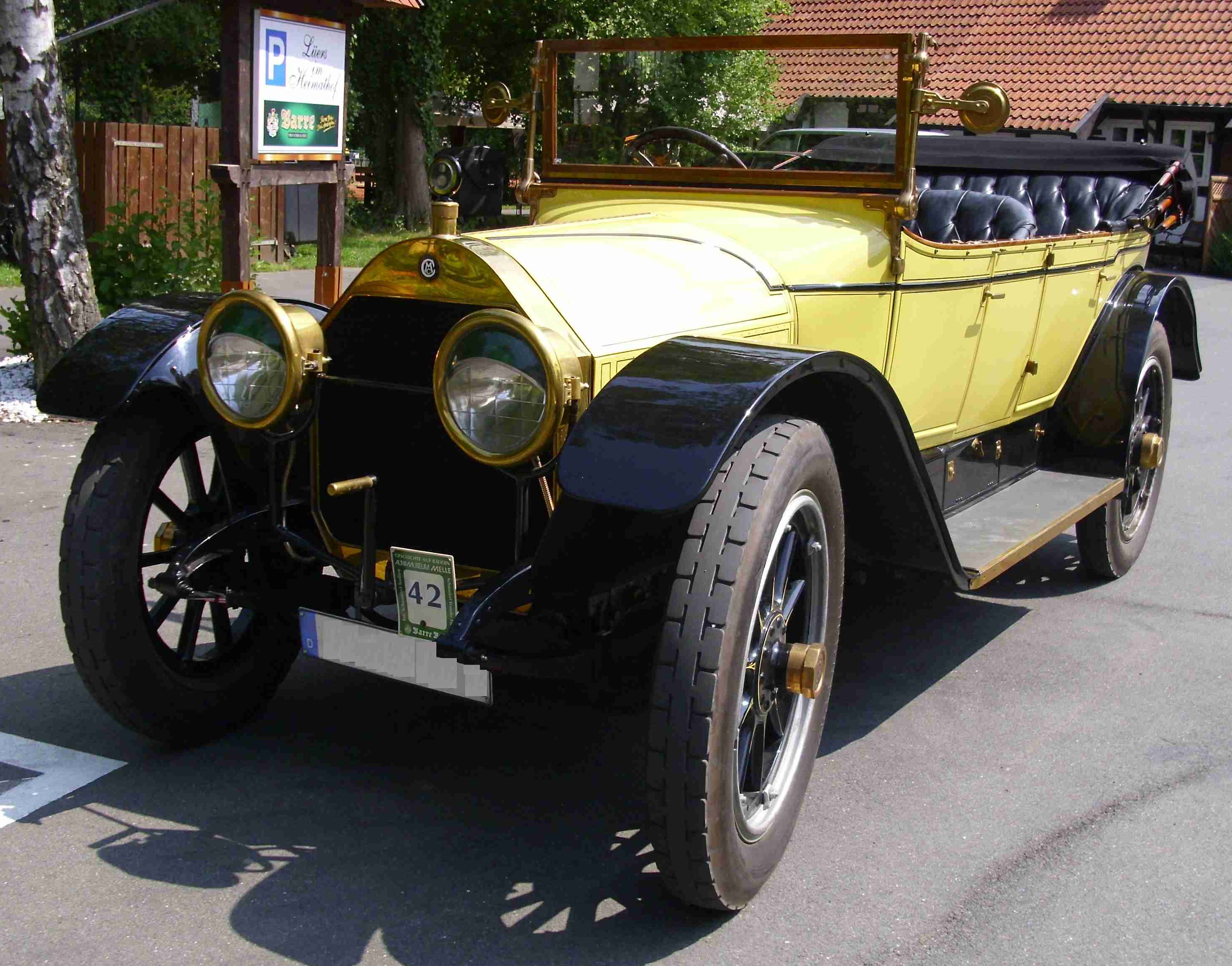
Una Chalmers del 1913

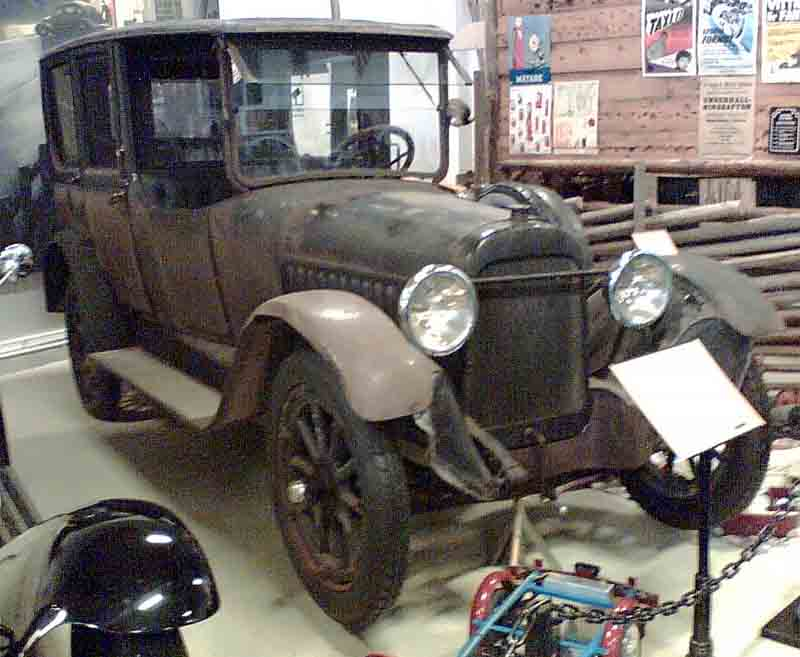
Una Chalmers 6-30 del 1917

| Modello              | Anni      | Motore                    | Potenza         | Passo          |
| -------------------- | --------- | ------------------------- | --------------- | -------------- |
| F                    | 1908      | Quattro cilindri in linea | 24 CV (17,6 kW) | 2.794 mm       |
| E                    | 1908      | Quattro cilindri in linea | 40 CV (29 kW)   | 2.845 mm       |
| 30                   | 1909-1911 | Quattro cilindri in linea | 30 CV (22 kW)   | 2.794-2.921 mm |
| 40                   | 1909-1911 | Quattro cilindri in linea | 40 CV (29 kW)   | 2.845-3.099 mm |
| 30-9 / 30-11 / 30-16 | 1912-1913 | Quattro cilindri in linea | 30 CV (22 kW)   | 2.921 mm       |
| 36-10 / 36-17        | 1912-1913 | Quattro cilindri in linea | 36 CV (26,5 kW) | 2.921-2.997 mm |
| Six-12 / Six-18      | 1912-1913 | Sei cilindri in linea     | 54 CV (40 kW)   | 3.302 mm       |
| 19                   | 1914      | Quattro cilindri in linea | 36 CV (26,5 kW) | 2.997 mm       |
| 24                   | 1914      | Sei cilindri in linea     | 60 CV (44 kW)   | 3353 mm        |
| Light Six            | 1915      | Sei cilindri in linea     | 48 CV (35 kW)   | 3.200 mm       |
| Master Six           | 1915      | Sei cilindri in linea     | 60 CV (44 kW)   | 3.353 mm       |
| 6-30                 | 1916-1919 | Sei cilindri in linea     | 30 CV (22 kW)   | 2.921-3.099 mm |
| 6-40                 | 1916      | Sei cilindri in linea     | 40 CV (29 kW)   | 3.150 mm       |
| 6-48                 | 1916      | Sei cilindri in linea     | 48 CV (35 kW)   | 3.200 mm       |
| 6-54                 | 1916      | Sei cilindri in linea     | 54 CV (40 kW)   | 3.353 mm       |
| 35-C                 | 1920-1921 | Sei cilindri in linea     | 45 CV (33 kW)   | 2.972 mm       |
| 35-B                 | 1920-1921 | Sei cilindri in linea     | 45 CV (33 kW)   | 3.099 mm       |
| Six                  | 1922-1923 | Sei cilindri in linea     | 45 CV (33 kW)   | 2.972 mm       |
| Y                    | 1924      | Sei cilindri in linea     | 45 CV (33 kW)   | 2.972 mm       |